# مرین آن سینت کرویکس (مینه‌سوتا)
مرین آن سینت کرویکس، مینه‌سوتا (به انگلیسی: Marine on St. Croix, Minnesota) یک شهر در ایالات متحده آمریکا است که در شهرستان واشینگتن واقع شده است.

## خصوصیات
مرین آن سینت کرویکس ۱۰٫۸۰ کیلومترمربع مساحت و ۶۸۹ نفر جمعیت دارد و ۲۸۱ متر بالاتر از سطح دریا واقع شده است.